# 農作物

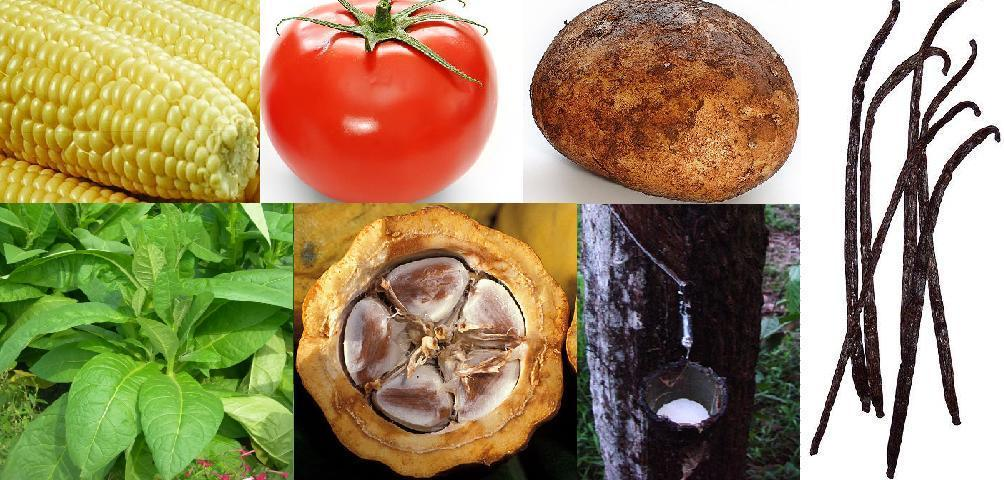
様々な農作物

農作物（のうさくぶつ、のうさくもつ）または作物（さくもつ）とは、農地に作る栽培植物全般を指す。

## 広義の農作物
広義の農作物は大きく分けて5分類に分ける事ができる。
- 普通作物（食用作物とも言う）：主に人が食用に用いる作物のこと。人が食べる食物のなかでも主食にされることがあるものが挙げられることが一般的。たとえば麦類（小麦、大麦など）・稲類(水稲・陸稲）・トウモロコシ・イモ類・豆類等。
- 飼料作物：家畜の飼料に用いられる作物の事。たとえば牧草やソルゴーなど。
- 緑肥作物：栽培している植物を収穫せず、そのまま田畑にすきこみ植物と土を一緒にして耕し、後から栽培する作物の肥料にする植物の事。例：レンゲ･マリーゴールド・ウマゴヤシなど。
- 園芸作物：野菜・果樹・花卉の事。園芸作物はさらに細分化すると、野菜は葉や茎を食べる葉菜類（キャベツ・アスパラガス等）・実を食べる果菜類（ナスやキュウリ等）・根や地下茎を食べる根菜類（大根・人参等）、果樹は柑橘類を代表する常緑果樹と、桃や葡萄などの落葉果樹、花卉は、用途に応じて切り花・鉢花・苗物と分けられる。
  - なおトウモロコシや豆類・イモ類・キノコを「野菜」と思っている人が多いが、作物学等では「普通作物」や「飼料作物」に分類される。キノコは林業の「特用林産物」の扱いになる。またスイカ・イチゴ・メロンは分類上から野菜の扱いになる。
- 工芸作物：比較的長期にわたる加工、製造の工程を経て製品になる農作物のこと。たとえば繊維用 綿、畳用い草、和紙用こうぞ、油脂用なたね、甘味糖料用さとうきび、デンプン・糊用サツマイモ、嗜好用茶、香料用ラベンダー、樹脂類漆、染料用藍、薬用除虫菊など[1]、養蚕に必要な桑もこの中に入る。

## 狭義の農作物
狭義には、園芸作物を除く、普通作物、飼料作物、緑肥作物、工芸作物を指す。